# Elegia grandispicata
Elegia grandispicata är en gräsväxtart som beskrevs av Hans Peter Linder. Elegia grandispicata ingår i släktet Elegia och familjen Restionaceae. Inga underarter finns listade i Catalogue of Life.